# Mazenzele
Mazenzele est un village rural et une section de la commune belge de Opwijk située en Région flamande dans la nord-ouest de la province du Brabant flamand, canton Asse. C'était une commune à part entière avant la fusion des communes de 1977. Le village se trouve 15 kilomètres à l'ouest de Bruxelles.

## Démographie

### Évolution démographique
- Sources : INS, Rem. : 1831 jusqu'en 1970 = recensements, 1976 = nombre d'habitants au 31 décembre[2].

## Patrimoine
Le Kravaalbos (Crevael) est pour une petite partie situé sur le territoire de Mazenzele. Le Kravaalbos est l'une des rares reliques de l’antique Forêt charbonnière (Silva Carbonaria) au nord de Bruxelles. Les autres vestiges, mieux connus, en sont la Forêt de Soignes et le Bois de Hal.